# MAD2L2
A MAD2B mitotikusorsó-összerakó ellenőrzőpont-fehérje a MAD2L2 gén által kódolt fehérje.

## Szerkezet
A MAD2L2 a MAD2L1 távoli rokona, legnagyobb részét a HORMA domén teszi ki.

## Funkció
A MAD2L2 a mitotikusorsó-összerakó ellenőrzőpont része, mely megakadályozza az anafázis elindulását az összes kromoszóma megfelelő elrendeződéséig a metafázislapon. A MAD2L2 a MAD2L1 homológja.
A MAD2L2 fenntartja az embrionális őssejtek pluripotenciáját, és az elsődleges csírasejteknek is szükséges. A MAPK-kaszkád számos elemét befolyásolja, beleértve az epigenetikai azonosítókat és az expressziót. Csökkenti a represszív H3 hiszton-variánsok globális szintjét.
A MAD2L2 a replikációs villák védelmét, helyreállítását és újraindítását a sildintől függetlenül, de azzal komplexben, REV3L-dependensen segíti, és megakadályozza a nem megfelelő nukleolízist a kettősszál-töréseknél. Elvesztése növeli az MRE11-dependens állóvilla-csonkítást és az ssDNS-mennyiség növekedését, javíthatatlan DNS-károsodást okozva.

## Klinikai jelentőség

### Tumorok
A MAD2L2 az NCOA3 ubikvitinációjának és bontásának növelésével gátolja a colorectalis rák növekedését. Az NCOA3 növeli a tumorsejtek proliferációját, vándorlását és klonogenitását, ezzel a MAD2L2 áttétképzés ellen is fontos tumorszupresszor. E hatást a p38 aktiválásával váltja ki, mely az NCOA3-foszforilációhoz szükséges, mely annak ubikvitinációját és proteaszóma általi bontását okozza.
A glióma, az epitél petefészekrák és a mellrák a MAD2L2-t túlexpresszálja, nasopharyngealis rák sejtjeit a gén inaktivációja érzékennyé teszi a DNS-károsító anyagokra. Ezek alapján a tumorokban gyakori a hibás MAD2L2-szabályzás.
Az AURKB a húgyhólyagrák előrehaladását a DNS-károsodásra válaszoló p53-útvonal szabályzásának MAD2L2 általi befolyásolásával segíti.

## Kölcsönhatások
A MAD2L2 az alábbi fehérjékkel kölcsönhat:
- ADAM9,[7]
- MAD2L1,[8]
- REV1,[9]
- REV3L,[8][9]
- MDC9,[10]
- ELK1.[5]

## Fordítás
Ez a szócikk részben vagy egészben  a   MAD2L2 című angol Wikipédia-szócikk ezen változatának fordításán alapul.  Az eredeti cikk szerkesztőit annak laptörténete sorolja fel. Ez a jelzés csupán a megfogalmazás eredetét és a szerzői jogokat jelzi, nem szolgál a cikkben szereplő információk forrásmegjelöléseként.